# Maison rurale à Bačka Topola
La maison rurale à Bačka Topola (en serbe cyrillique : Сеоска кућа панонског типа с окућницом у Бачкој Тополи ; en serbe latin : Seoska kuća panonskog tipa s okućnicom u Bačkoj Topoli) est située à Bačka Topola, dans la province de Voïvodine et dans le district de Bačka septentrionale, en Serbie. Elle est inscrite sur la liste des monuments culturels de grande importance de la République de Serbie (identifiant no SK 1455).

## Présentation
La maison de la famille Morvai, de style pannonien, a été construite en 1843,. Elle possède des murs en boue séchée et un toit en bois à deux pans dont les éléments sont fixés avec des chevilles ; une avancée du toit a été transformée en porche en 1926 ; ce porche est soutenu par des colonnes en bois moulurées ; à la même époque, les fenêtres ont été agrandies de même que le portail et l'entrée donnant sur la rue.
L'intérieur de la maison est divisé en plusieurs parties : la partie résidentielle, la chambre, le sous-sol et l'écurie. La partie résidentielle est elle-même subdivisée, avec une pièce pour accueillir les invités et pour servir dans les occasions particulières, la cuisine au centre qui permet d'accéder aux autres pièces, dont le cellier où sont stockés les aliments, une salle arrière et la chambre utilisée de façon quotidienne. La maison a été transformée en musée d'histoire locale et abrite du mobilier traditionnel hongrois.
Dans la cour sont préservés des bâtiments annexes, comme une cuisine d'été, un rucher, un čardak pour le maïs, une porcherie, un four, un poulailler et un bâtiment où sont exposés des outils agricoles,.